# Acoblament de Russell-Saunders
L'acoblament de Russell-Saunders, o acoblament LS, és un model que permet explicar l'existència dels termes multiplets dels espectres atòmics dels àtoms amb més d'un electró. Fou proposat per l'astrònom nord-americà Henry Norris Russell de la Universitat de Princeton i per l'espectroscopista canadenc Frederick Albert Saunders, de la Universitat de Siracusa (Nova York), l'any 1925.
En aquest model, hom suposa que els moments angulars dels diferents electrons (l1, l₂…) s'acoblen, i en resulta un moment angular total definit pel nombre quàntic L'', que ha de ser enter i igual a la suma vectorial dels distints li, i que, igualment, els moments angulars de spin si s'acoblen per a donar un moment de spin total, definit pel nombre quàntic S. Anàlogament com en un electró pot definir-se un moment angular total ji = li + si, podrà definir-se per al total d'electrons un nombre quàntic J = L + S, que podrà prendre els valors de les distintes combinacions vectorials possibles de L'' i S.
Té lloc quan predominen les interaccions electroestàtiques. A causa d'elles els electrons es repel·leixen i se situen de forma que estiguin separats al màxim. Quan conserven aquesta posició relativa, els moments angulars no són independents, estan acoblats.